# Xã Chikaming, Michigan
Xã Chikaming (tiếng Anh: Chikaming Township) là một xã thuộc quận Berrien, tiểu bang Michigan, Hoa Kỳ. Năm 2010, dân số của xã này là 3.100 người.